# Grotelsche Bos
Het Grotelsche Bos is een bosgebied van ongeveer 200 ha in de gemeente Gemert-Bakel, in de Nederlandse provincie Noord-Brabant, dat wordt beheerd door Staatsbosbeheer. Het bevindt zich ten noorden van de Heikantse Weg, die van Bakel naar Aarle-Rixtel voert.
Het is een gebied dat voornamelijk uit naaldhout bestaat en dat in de jaren 30 van de 20e eeuw is aangeplant.
In het zuiden van dit gebied bevindt zich de Aarlesche Vijver, dat een door zandwinning ontstane waterplas is.
Meer naar het noorden vinden we het beekdal van de Esperloop. De beek heeft hier nog haar kronkelende loop en in het voorjaar staan er veel dotterbloemen langs. Verderop loopt deze door een deels kleinschalig landschap met een aantal graslandjes er langs. Het water van de Esperloop is ijzerrijk, wat mede komt door de aanwezigheid van de Peelrandbreuk.
Nog verder naar het noorden ligt de Snelle Loop, die echter gekanaliseerd is en waar de Esperloop in uitmondt.
Een aantal landbouwpercelen in het noordwesten van dit gebied is omstreeks 2005 tot natuurgebied omgevormd en wordt begraasd door Schotse hooglanders.
Opvallend is de 175 meter hoge zendtoren van de KPN die zich in het noorden van dit gebied bevindt. Hier broedt soms de slechtvalk.
Het gebied is vrij toegankelijk en er is een 8 km lange wandelroute in uitgezet.